# Pötzleinsdorfer Friedhof

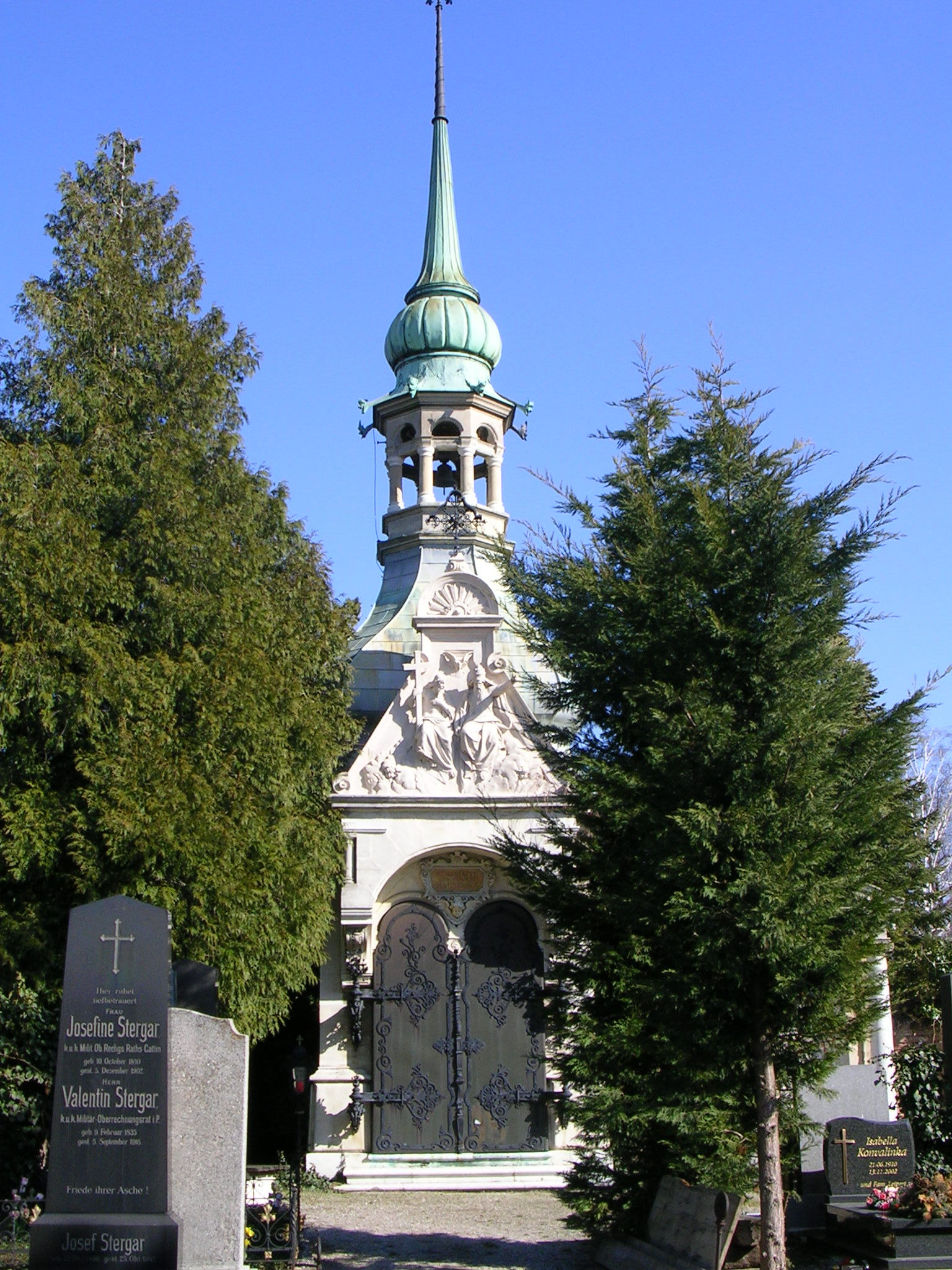
Die Grabkapelle der Familie Hauschka auf dem Pötzleinsdorfer Friedhof

Der Friedhof Pötzleinsdorf ist ein Friedhof im 18. Wiener Gemeindebezirk Währing. Der Friedhof wurde 1785 angelegt und gehört zu den kleinsten städtischen Friedhöfen Wiens.

## Lage
Der Friedhof Pötzleinsdorf liegt im Osten von Währing im Bezirksteil Pötzleinsdorf, an der Grenze zu Neustift am Walde (Bezirk Döbling). Das Friedhofsgelände liegt inmitten eines Wohngebietes an der Starkfriedgasse 67. Der Friedhof umfasst eine Fläche von 5.544 Quadratmeter und beherbergt 725 Grabstellen. Er gehört damit zu den kleinsten städtischen Friedhöfen Wiens.

## Geschichte

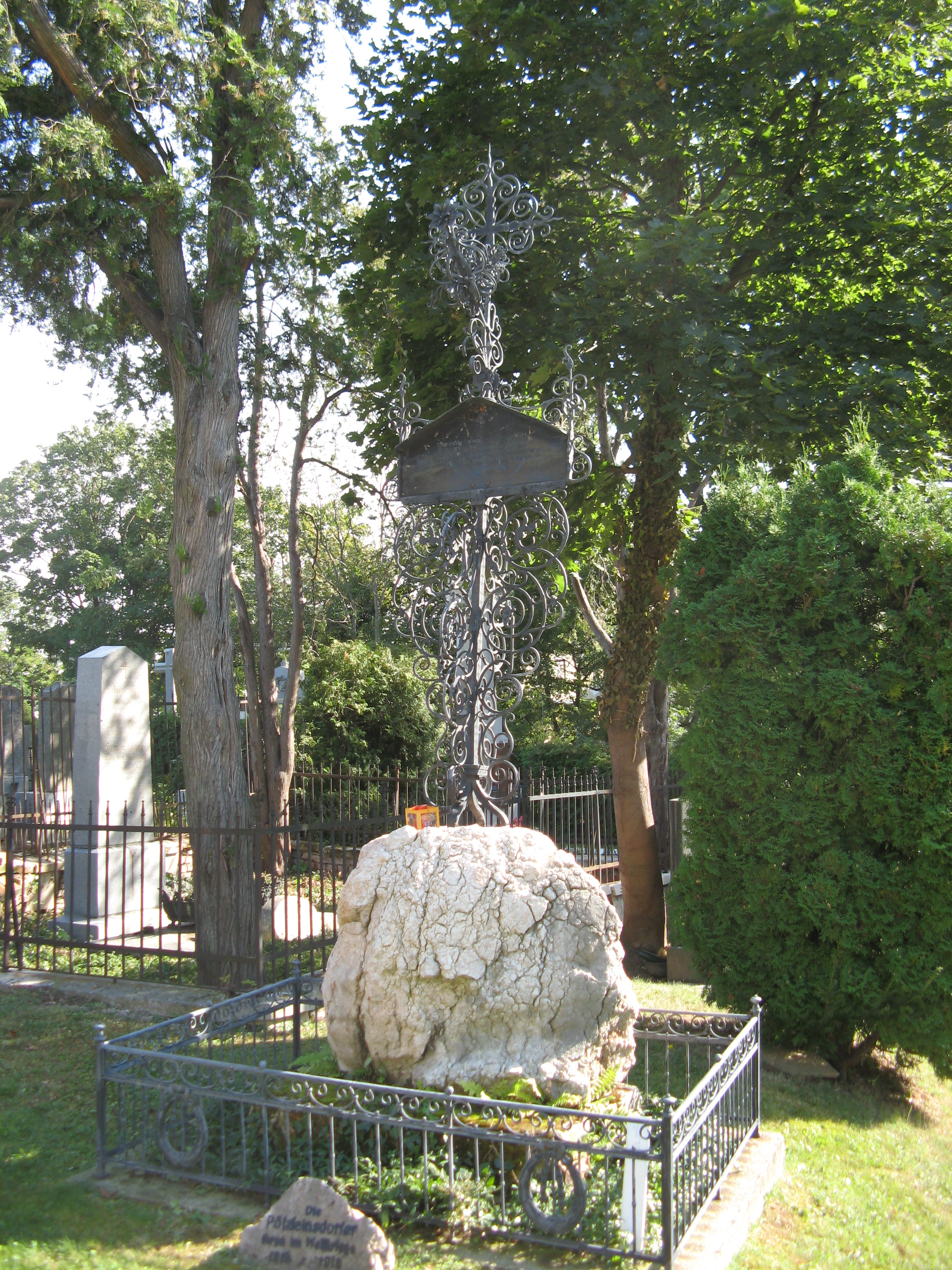
Kriegerdenkmal

Pötzleinsdorf gehörte ursprünglich zur Pfarre Währing. 1783 wurde Pötzleinsdorf zur Lokalkaplanei erhoben und von Währing ausgepfarrt. Die niederösterreichische Landesregierung genehmigte in der Folge 1784 den Ankauf eines Grundstückes zur Errichtung eines Friedhofes auf der Ried „Hochenwarten“. Die Gemeinde suchte noch 1784 auf Grund der „allbekannten Armuth“ der Bevölkerung um eine Kostenübernahme der Einfriedung durch den Religionsfonds an. Der Gemeinde wurde zunächst auf Grund der geringen Anzahl an Begräbnisse empfohlen, die Toten weiterhin in Währing zu bestatten. Auf Hinweis der schwierigen Transportwege während des Winters und dass 1784 elf Personen verstorben waren, erhielt die Gemeinde Pötzleinsdorf schließlich 1785 einen eigenen Friedhof.
Dem Besitzer der Herrschaft Pötzleinsdorf, Johann Heinrich Freiherr von Geymüller, wurde 1823 vom Wiener fürsterzbischöflichen Konsistorium die Errichtung einer Familiengruft genehmigt. Dafür stiftete Geymüller Gründe zur Erweiterung des Friedhofes und finanzierte den Austausch der schadhafte Einplankung durch eine Staketeneinfriedung. Nach einer neuerlichen Erweiterung 1865 führte der Plan über eine weitere Vergrößerung zum Bau von Grüften 1876 zu Protesten in der Bevölkerung, die sich für eine Verlegung des Friedhofes aussprachen. Dennoch wurde der Friedhof 1906 um 2.972 Quadratmeter erweitert, wobei er bereits seine endgültige Größe erreichte. Im Zuge der Erweiterung wurde die Einfriedungsmauer im Bereich des alten Friedhofareals erneuert. 1906 genehmigte der Stadtsenat den Bau einer Leichenhalle.
Das markanteste Gebäude auf dem Friedhof wurde 1888 von der Familie Hauschka errichtet. Es handelt sich dabei um eine große Grabkapelle mit doppelten Zwiebelturm und Rokoko-Stilelementen. Des Weiteren befindet sich eine große, neogotische Gruft der Familie Jacob Lohner mit Reliefdarstellungen der Geburt Jesu und der Grablegung auf dem Pötzleinsdorfer Friedhof.
Für die Opfer des Ersten Weltkrieges aus Pötzleinsdorf wurde 1919 ein schmiedeeisernes Gedenkkreuz errichtet. Die Belegung des Friedhofes wurde hingegen 1923 eingestellt. Erst 1937 wurde die Wiederbelegung auf einem Teil des Friedhofes wieder erlaubt. 1952 wurde die Vergabe neuer und heimgefallener Gräber jedoch erneut verboten. Ein Gemeinderatsbeschluss von 1953 sah zudem die Sperre des Friedhofes und neun weiterer Friedhöfe bis 1975 vor. Dennoch wurde 1957 die Vergabe heimgefallener Gräber genehmigt. Für diese Gräber sollte jedoch das Benützungsrecht 1975 erlöschen. Diese Neuvergabe wurde jedoch bereits 1965 wieder gestoppt. Nachdem die Sperrfrist 1975 um zehn Jahre verschoben worden war, kippte eine Volksbefragung 1980 das Gesetz. Der Sperrbeschluss wurde noch im September 1980 vom Gemeinderat aufgehoben. In der Folge wurde die Aufbahrungshalle 1982/83 nach Plänen des Architekten Erich Boltenstern umgestaltet und mit einem Vordach versehen.

## Grabstätten bedeutender Persönlichkeiten

### Ehrenhalber gewidmete Gräber

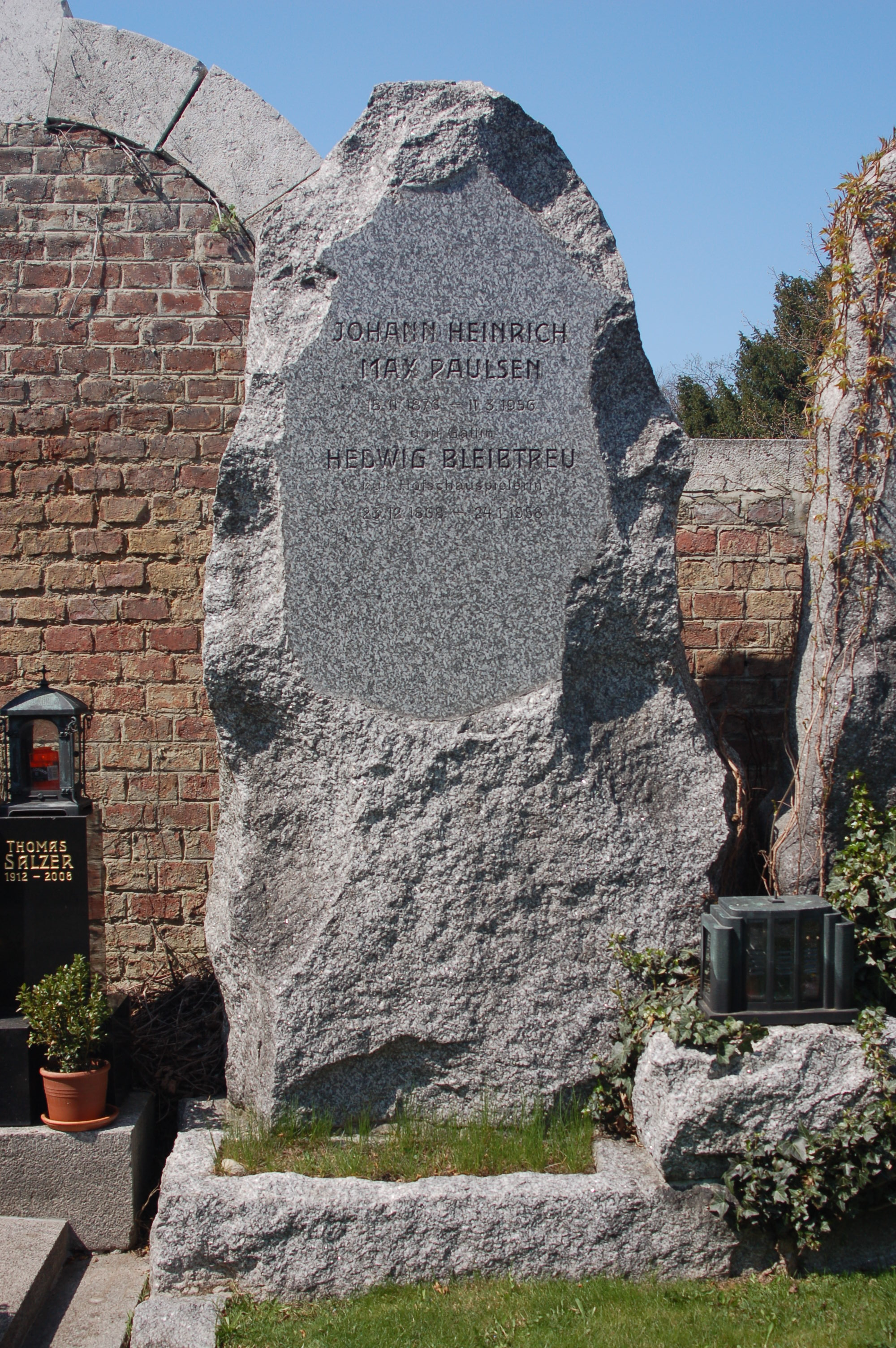
Hedwig Bleibtreu

Der Pötzleinsdorfer Friedhof weist mit Stand November 2016 acht ehrenhalber gewidmete Gräber auf.
| Name                    | Lebensdaten | Tätigkeit                                                           |
| ----------------------- | ----------- | ------------------------------------------------------------------- |
| Hedwig Bleibtreu        | 1868–1958   | Schauspielerin                                                      |
| Friedrich Krenn         | 1887–1964   | Kammersänger                                                        |
| Eduard Ritter von Liszt | 1817–1879   | Generalprokurator, Onkel von Franz Liszt                            |
| Aladar Pecht            | 1898–1961   | Stadtbaudirektor, Erfinder der Parkuhr                              |
| Reinhard Priessnitz     | 1945–1985   | Lyriker                                                             |
| Moritz Schlick          | 1882–1936   | Philosoph                                                           |
| Oskar Simony            | 1852–1915   | Mathematiker und Physiker, Dozent an der Hochschule für Bodenkultur |
| Moriz Walter            | 1813–1882   | Pfarrer von Pötzleinsdorf                                           |

### Gräber weiterer Persönlichkeiten

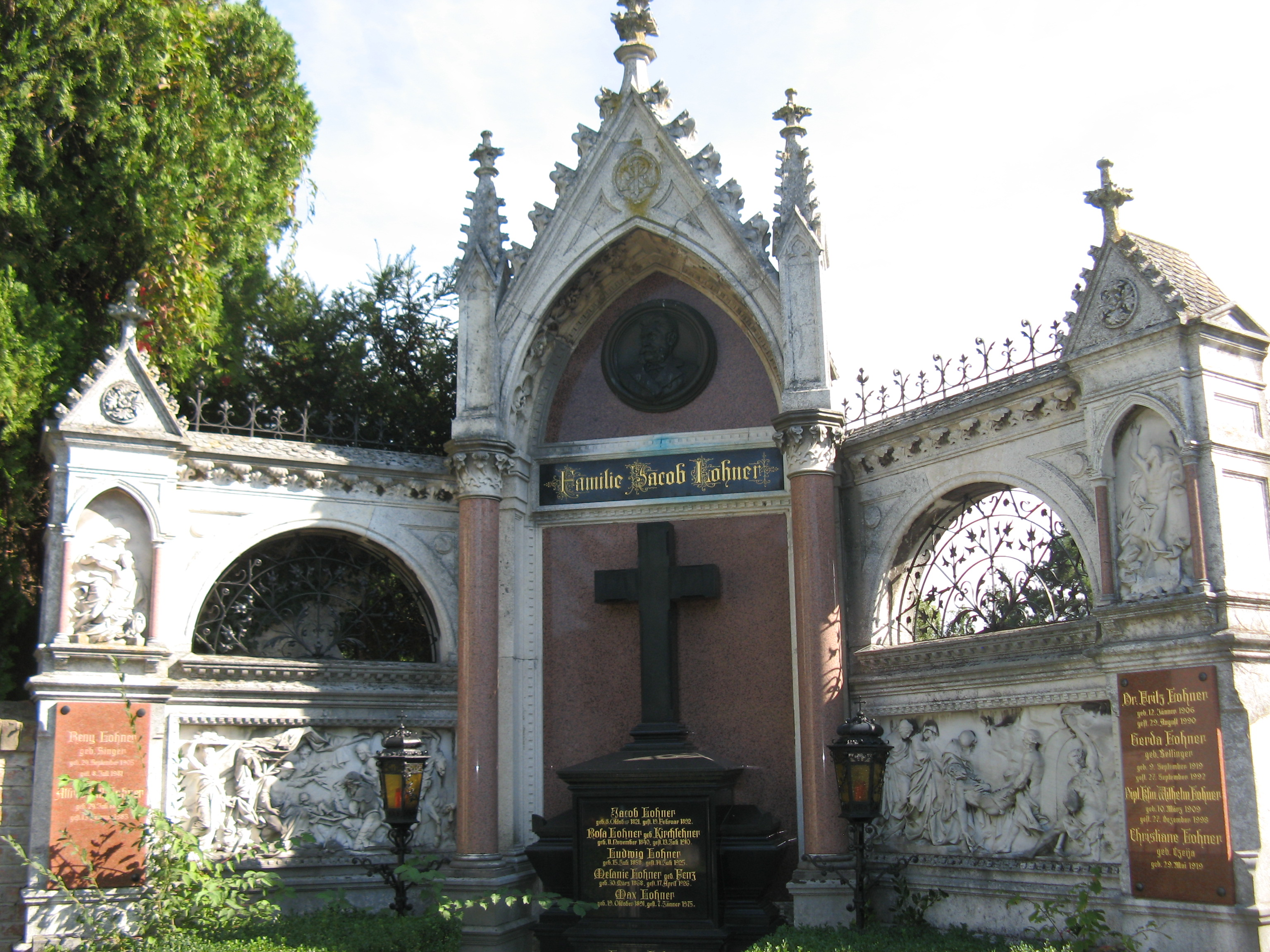
Ludwig Lohner

Weitere bedeutende Persönlichkeiten, die am Pötzleinsdorfer Friedhof begraben sind:
| Name                               | Lebensdaten | Tätigkeit                               |
| ---------------------------------- | ----------- | --------------------------------------- |
| Ernst Bartolomey                   | 1943–1996   | Violinist                               |
| Franz Bartolomey                   | 1946–2023   | Cellist                                 |
| Franz Bartolomey                   | 1865–1920   | Klarinettist                            |
| Martha Eibl                        | 1931–2023   | Medizinerin                             |
| Erich Hasenkopf                    | 1935–2021   | Fußballspieler                          |
| Otto Hromatka                      | 1905–1999   | Chemiker                                |
| Eduard Liszt                       | 1867–1961   | Rechtsgelehrter, Cousin von Franz Liszt |
| Jakob Lohner                       | 1821–1892   | Unternehmer                             |
| Ludwig Lohner                      | 1858–1925   | Automobilbauer (Lohnerwerke)            |
| Uli Märkle                         | 1938–2005   | Musikproduzent                          |
| Albert Massiczek                   | 1916–2001   | Autor                                   |
| Konrad Mautner                     | 1880–1924   | Volkstumsforscher                       |
| Rudolf Perthen                     | 1884–1941   | Architekt                               |
| Max Paulsen                        | 1876–1956   | Schauspieler                            |
| Rudolf Matthias Pichler            | 1874–1950   | Techniker                               |
| Carl Prohaska                      | 1869–1927   | Komponist                               |
| Thomas F. Salzer                   | 1912–2008   | Industrieller und Verleger              |
| Friedrich Schmiedel                | 1906–1979   | Schauspieler                            |
| Julius Schuster                    | 1921–1995   | Jurist                                  |
| August Schwendenwein von Lanauberg | 1817–1885   | Architekt                               |
| Karl Sykora                        | 1850–1924   | Bautechniker                            |
| Hans Ankwicz-Kleehoven             | 1883–1962   | Kunsthistoriker, Bibliothekar           |